# Paradoxo da predestinação
O Paradoxo da Predestinação (também chamado de ciclo causal ou ciclo da causalidade, e não muito frequentemente, ciclo fechado ou ciclo do tempo fechado), é o paradoxo da viagem no tempo que muitas vezes é usado como uma convenção de ficção científica. Ele existe quando um viajante do tempo é pego em um ciclo de eventos que "predestina" ou "antecede" ele ou ela (O "viajante") para viajar de volta no tempo. Devido a possibilidade de influenciar o passado enquanto viaja no tempo, uma forma de explicar por que a história não muda, é dizendo que, o que aconteceu pode acontecer. Isso quer dizer que viajantes do tempo tentando alterar o passado, neste modelo, intencionalmente ou não, só deveria cumprir o seu papel na criação da história como a conhecemos e não mudar ela, ou os viajantes já teriam em seu conhecimento pessoal da história, as futuras viagens deles nas suas experiencias do passado. (Para o princípio de autoconsistência de Novikov).
Em outras palavras: Viajantes do tempo estão no passado, o que exige que eles estavam no passado antes. Por isso, sua presença é vital para o futuro, e eles fazem algo para garantir que o futuro ocorra da mesma forma que eles se lembram. Ele está muito relacionado com o paradoxo ontológico, e normalmente ocorrem ao mesmo tempo.

## Ciclo de causalidade temporal
Um ciclo de causalidade temporal ou paradoxo da predestinação é um fenômeno teórico, que ocorre quando uma corrente de eventos causa-efeito é circular. Por exemplo. se um evento A causa um evento B, e o evento B causa um evento C, e o evento C causa o evento A, então esses eventos estão em um ciclo de causalidades.

## Exemplos e variações
Uma variação sobre o paradoxo da predestinação, que envolve informação, em vez de objetos, viajando através do tempo é semelhante à profecia auto-realizável. Por exemplo, um homem recebe informações sobre o seu próprio futuro, dizendo-lhe que vai morrer de um ataque cardíaco.Ele resolve entrar em forma, a fim de evitar esse destino, mas ao se exercitar exageradamente, ele sofre o ataque cardíaco que o mata.
Nestes exemplos, a causalidade está ligado a sua cabeça, como os eventos de acompanhamento, onde ambos são causas e efeitos de cada um dos outros, e é ai que o paradoxo reside.
Um exemplo de um paradoxo da predestinação que não é simultaneamente um paradoxo ontológico é o seguinte. em 1850, o cavalo de Bob estava assustado com alguma coisa, e quase levou Bob penhasco abaixo, se não fosse por um homem estranho que parou o cavalo. Este homem estranho foi homenageado com uma estátua dele erguida. Duzentos anos mais tarde, Bob volta no tempo para visitas turísticas, e vê o cavalo de alguém prestes a passar por cima de um penhasco. Ele corre em seu auxílio e salva sua vida.
Na maioria dos exemplos do paradoxo da predestinação, a pessoa viaja de volta no tempo e acaba cumprindo o seu papel em um evento que ja ocorreu. Em uma profecia auto-realizável, a pessoa que está a cumprir o seu papel em um evento que ainda não ocorreu, e, geralmente é a informação que viaja no tempo (por exemplo, na forma de uma profecia) em vez de uma pessoa. Em qualquer situação, as tentativas para evitar o curso da história passada ou futura. ambas, falham.

## Exemplos da literatura e ficção
Artigo principal: Paradoxos da predestinação na cultura popular.
Um exemplo duplo de um paradoxo da predestinação é retratado na clássica peça da Grécia Antiga "Édipo". Laio ouve uma profecia de que seu filho vai matá-lo e se casar com sua esposa. Temendo a profecia, Laio perfura o pé do recém-nascido Édipo e o deixa para que ele morra, porém um pastor encontra-o e o leva para longe de Tebas. Édipo, sem saber que foi adotado, sai de casa com medo da mesma profecia que ele iria matar o pai e casar com sua mãe. Laio, por sua vez, se aventura a sair para encontrar uma solução do enigma da Esfinge. Conforme profetizado, Édipo cruzou com um homem rico que resultou numa luta, onde Édipo, acaba matando-o. Sem o conhecimento de Édipo, o homem é Laius. Édipo em seguida, derrota a Esfinge, resolvendo um misterioso enigma para se tornar rei. Ele se casa com a rainha viúva Jocasta, sem saber que ela é sua mãe.
Muitas obras de ficção tem lidado com várias circunstâncias que podem surgir logicamente da viagem no tempo, geralmente lidando com paradoxos. O paradoxo da predestinação é um artificio literário comum em tal ficção. Exemplos incluem Robert Heinlein "All You Zombies" em que um jovem viaja de volta no tempo e é levado a engravidar, sua forma feminina mais jovem, antes que ele passasse por uma mudança de sexo, ou "The Man Who Folded Himself", uma novela de ficção científica de 1973, criada por David Gerrold, que inclui uma série de paradoxos semelhantes.
Antes do uso de viagem no tempo como um dispositivo do lote, a variante de profecia autorrealizável foi mais comum. Macbeth, de Shakespeare é um exemplo clássico disso. O filme Minority Report, imaginou um mundo onde profecias eram tão confiáveis que podem ser utilizadas rotineiramente pelas forças policiais para eliminar o crime.
No universo de Harry Potter, uma profecia de Sybill Trelawney é parcialmente ouvida por Snape sobre o nascimento de um bebê com o poder de vencer Voldemort. Snape então informa Voldemort sobre isso. Ciente da profecia, e assumindo que o bebê era Harry, ele ataca os Potters, matando os pais de Harry, mas não matando Harry. Como o ataque dá errado, revidando para Voldemort o que o deixa enfraquecido, e configura o cenário em que Harry o vence, 18 anos depois.
O primeiro filme do Exterminador conta com o paradoxo da predestinação. No primeiro filme, o ciborgue T-800, enviado de volta no tempo para assassinar a mãe do adversário de Skynet, é destruído, mas suas peças são recuperadas, criando uma linha do tempo onde a criação de um T-800 é possível. Além disso, a fim de parar o plano de assassinato da Skynet, Kyle Reese segue o T-800 de volta no tempo para finalizar com o oponente que a Skynet estava tentando eliminar.
Paradoxos de viagem no tempo aparecem nas histórias de vídeo game, como BioShock Infinite.
Na música Iron Man do Black Sabbath, o personagem vê o apocalipse em um cenário futuro e volta ao passado para mudar o destino. No entanto, o campo magnético o torna em ferro, e as pessoas passam a o ignorar. Quando conseguiu superar sua imobilidade, buscou vingança contra os que o ignoraram, caracterizando o cenário que ele havia presenciado no futuro.

## Leia também
| - Causalidade - Tempo fechado como curva - Paradoxo do avô - Lista de paradoxos - Paradoxo de Newcomb | - Paradoxo ontológico - Recursão - Profecia auto-realizável - Paradoxo temporal | - O ovo ou a galinha - Tempo - Laço do tempo - A viagem no tempo na ficção |